# Vassogne
Vassogne – miejscowość i gmina we Francji, w regionie Hauts-de-France, w departamencie Aisne.
Według danych na styczeń 2020 roku gminę zamieszkiwało 90 osób, a gęstość zaludnienia wynosiła 31 osób/km²., co oznacza, że od 2014 liczba mieszkańców zwiększyła się o 22.